# Alice Walker

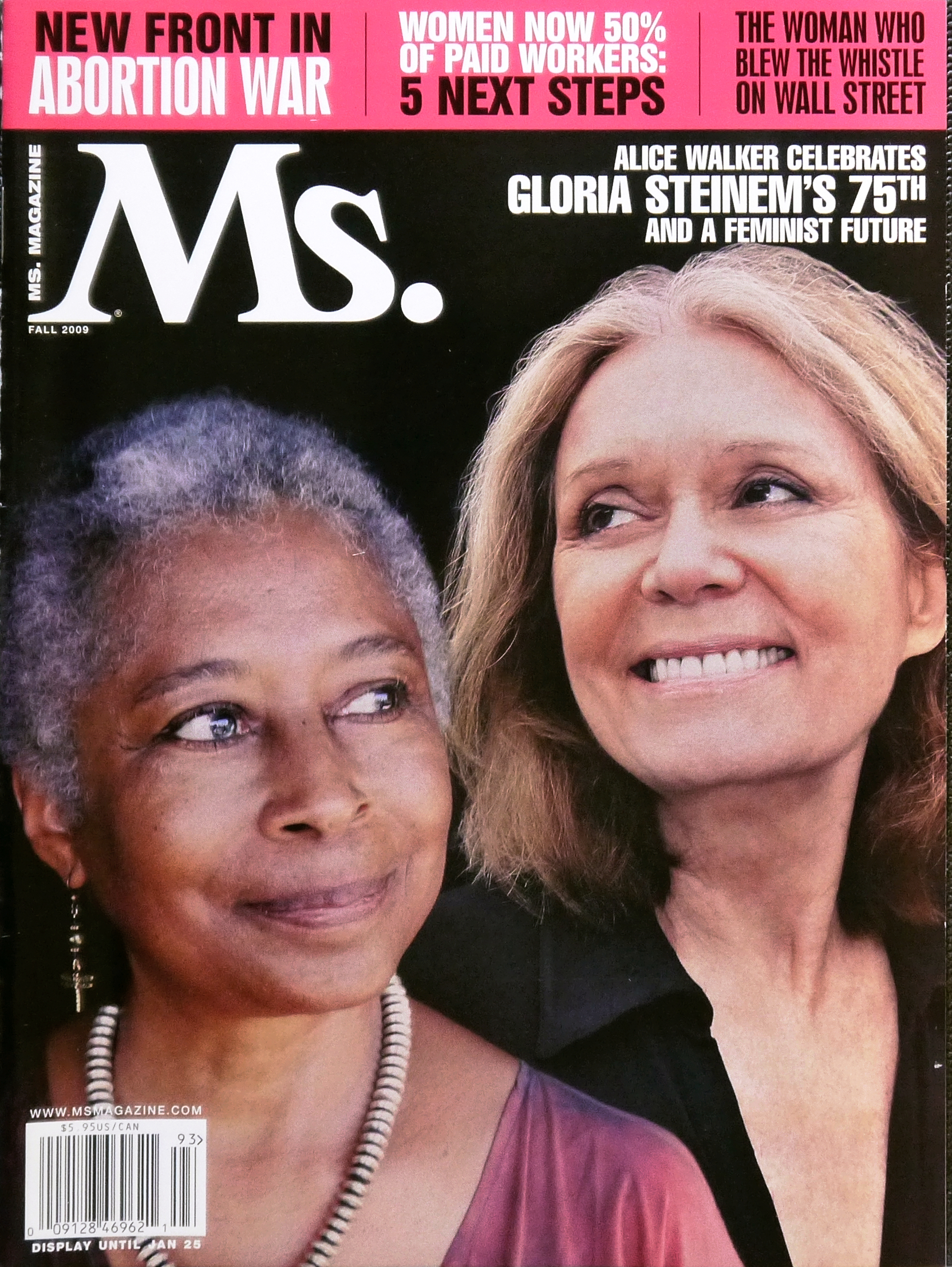
Alice Walker (izquierda) con Gloria Steinem, en 2009.

Alice Malsenior Walker (Eatonton, Georgia; 9 de febrero de 1944), conocida como Alice Walker, es una escritora afroamericana y feminista que recibió el Premio Pulitzer a la obra de ficción en 1983, por la novela El color púrpura, en la que se basaron dos películas con el mismo nombre, una de 1985, dirigida por Steven Spielberg; y otra de 2023, dirigida por Blitz Bazawule.

## Primeros años e influencia de su madre
Su familia tiene sangre cherokee, escocesa e irlandesa. Fue la octava y última hija de Willie Lee Walker y Minnie Talulah Grant, que eran nietos de esclavos y aparceros en la pequeña comunidad agrícola sureña y vivían en una minúscula cabaña. Según indica Carmen Alborch en un capítulo de su libro Libres, ciudadanas del mundo dedicado a Walker, las relaciones con su padre fueron conflictivas, especialmente cuando la joven mostró interés por los trabajos intelectuales.
Su madre se dedicaba al servicio doméstico y también era costurera. No soportaba los malos tratos y se marchó de casa de su propio padre, que la maltrataba. Esto parece indicar que su madre pudo ser la figura en la que se inspiró para diseñar a Nettie, la hermana de la protagonista de su principal novela.
Además, su madre –no se sabe si de manera consciente o no- pareció señalarle el destino cuando, tras ahorrar durante mucho tiempo, le regaló tres objetos: una máquina de coser que le permitiría ser independiente, una maleta para que viajara y regresara y una máquina de escribir.

### El trauma de la ceguera parcial
Cuando a los 8 años jugaba con sus hermanos a indios y vaqueros, uno de ellos le disparó con una escopeta de perdigones y la dejó tuerta de por vida, acontecimiento que marcó su vida porque su familia lo trató como un accidente mientras que ella lo consideraba un acto totalmente deliberado.
Por otro lado, la cicatriz dejó en ella un profundo sentimiento de fealdad, aislamiento y soledad y se vio discriminada por otros niños y niñas, sintiéndose incapaz, debido a ella, de mirar a los ojos a otras personas. Probablemente, influyó de varias formas en su literatura, ya que, en su opinión, su desarrollo como escritora se inició porque pudo quedarse fuera y observar. Es decir, la herida le proporcionó consciencia y lucidez.
Carmen Alborch señala además que los personajes de sus novelas atienden a multitud de asuntos (sociales, políticos, económicos o culturales, entre otros), pero estas circunstancias se mueven con un impulso interno: la conciencia. Por ello, la cuestión que se repite en la obra de Walker es cómo cambian las personas y qué les hace cambiar.

## Vida personal
Entre 1967 y 1976 estuvo casada con Mel Leventhal, activista y abogado defensor de los derechos humanos de origen judío, y la pareja tuvo una hija, Rebecca Walker, que también es activista y escritora reconocida que en el 2000 publicó sus memorias, Black White and Jewish (Negra, blanca y judía, aún no publicada en español), donde describe la influencia negativa de la relación de sus padres sobre su infancia.Actualmente, Walker y su hija están separadas. Rebecca declaró que su madre escribió que su relación había sido incongruente durante muchos años, y que ella ya no estaba interesada en ser mi madre.
El músico y comediante Reggie Watts es primo segundo de Walker.
Walker habló abiertamente de su relación amorosa con la cantautora Tracy Chapman en una entrevista en diciembre de 2006 con The Guardian, en donde explicó por qué no hicieron pública su relación, diciendo que "la relación era encantadora y amorosa y maravillosa, y yo la disfruté por completo, y estaba absolutamente enamorada de ella, pero no se trataba de un asunto de nadie más, era algo nuestro".

## Obra
Walker ha escrito novelas, relatos, ensayos y libros de poemas. Sus escritos suelen centrarse en las luchas de los afroamericanos, especialmente las mujeres, y su testimonio contra las sociedades racistas, sexistas y violentas. También escribe sobre el papel de la mujer negra en la cultura y la historia.

### El color púrpura
En 1982, Walker publicó el que es, hasta ahora, su trabajo más conocido, la novela epistolar El color púrpura. Se trata de la historia de una joven mujer negra en lucha no sólo contra el racismo de la cultura blanca, sino también contra las actitudes fomentadas desde el patriarcado negro. Este libro obtuvo un absoluto éxito comercial. Acabó convirtiéndose en un best seller que en 1985 vería una adaptación cinematográfica dirigida por Steven Spielberg, en la que ella misma se encargó de adaptar el guion, y su secuela como musical de Broadway en 2005.
Además del Premio Pulitzer en 1983, también ganó el American Book Award por este libro.
Por otra parte, el libro ha recibido numerosas críticas centradas en la imagen que da de los hombres afroamericanos. Cuando se publicó, hubo críticas sobre los perfiles de los personajes masculinos, ya que se les describía como abusadores (en el caso de Alber/Mr) o bufones (como su hijastro Harpo). Las críticas se intensificaron cuando la película vio la luz, ya que la trama cortaba una parte significativa del libro sobre la reconciliación entre Albert y Celie, la protagonista.[cita requerida]

### Otras obras
- You Can't Keep a Good Woman Down: Stories (1971)
- In Love and Trouble: Stories of Black Women (1973)
- Meridian (1976)
- In Search of Our Mothers' Gardens (1983)
- El templo de mis amigos (1989)
- En posesión del secreto de la alegría (1992)
- Now Is The Time to Open Your Heart (2004)

### Colecciones de poesías
- Once (1968)
- Revolutionary Petunias and Other Poems (1973)
- Good Night, Willie Lee, I'll See You in the Morning (1979)
- Poem at Thirty-Nine (1983)
- Horses Make a Landscape Look More Beautiful (1985)
- Her Blue Body Everything We Know: Earthling Poems (1991)
- Absolute Trust in the Goodness of the Earth (2003)
- A Poem Traveled Down My Arm: Poems And Drawings (2003)
- Collected Poems (2005)
- Hard Times Require Furious Dancing: New Poems (2010)
- Taking the Arrow Out of the Heart (2018)

### Otras obras de no ficción
- Living by the Word (1988)
- Warrior Marks (1993)
- The Same River Twice: Honoring the Difficult (1996)
- Anything We Love Can Be Saved: A Writer's Activism (1997)
- Go Girl!: The Black Woman's Book of Travel and Adventure (1997)
- Pema Chodron and Alice Walker in Conversation (1999)
- Sent By Earth: A Message from the Grandmother Spirit After the Bombing of the World Trade Center and Pentagon (2001)
- We Are the Ones We Have Been Waiting For (2006)
- Overcoming Speechlessness (2010)
- Chicken Chronicles, A Memoir (2011)
- The cushion in the road – Meditation and wandering as the whole world awakens to be in harm's way (2013)

### Ensayos
- "Beauty: When the Other Dancer is the Self" (1983)

## Premios y honores
- Becas Colonia MacDowell (1967 y 1974)
- Beca Fundación Ingram Merrill (1967)
- Premio Candace, Artes y Letras, Coalición Nacional de 100 Mujeres Negras (1982)[5]
- Premio Pulitzer de ficción (1983) por El color púrpura [6]
- Premio Nacional del Libro de Ficción (National Book Award) (1983) por El color púrpura [7]
- Premio O. Henry por "Kindred Spirits" (1985)
- Título honorario del Instituto de las Artes de California (1995)
- La Asociación Humanista Americana la nombró como "Humanista del Año" (1997)
- Premio Lillian Smith del Fondo Nacional para las Artes
- Premio Rosenthal de la Academia Estadounidense de las Artes y las Letras
- Beca del Instituto Radcliffe, Merrill Fellowship y Guggenheim Fellowship
- Premio Front Page a la mejor crítica de revista del Newswoman's Club of New York
- Inducción al Georgia Writers Hall of Fame (2001)[8]
- Inducción al Salón de la Fama de California en el Museo de Historia, Mujeres y Artes de California (2006)
- Premio Nacional de Derechos Humanos de Global Exchange (2007)
- Beca LennonOno para la Paz (2010)

## Activismo

### Derechos civiles
Entre sus influencias está el activista Howard Zinn, uno de los profesores del Spelman Collage, donde ella estudió. En esa época, Walker conoció a Martin Luther King a principios de la década de 1960. Sigue a King en su decisión de regresar al sur de Estados Unidos como activista en el Movimiento por los Derechos Civiles. Participó en la Marcha de 1963 en Washington con cientos de miles de personas. Más tarde, se ofreció como voluntaria para registrar votantes negros en Georgia y Misisipi.
El 8 de marzo de 2003, Día Internacional de la Mujer, en vísperas de la Guerra de Irak, Walker fue arrestada junto con otras 26 personas, entre ellas sus colegas Maxine Hong Kingston y Terry Tempest Williams, en una protesta frente a la Casa Blanca, por cruzar una barrera policial durante una manifestación contra la guerra. Walker escribió sobre la experiencia en su ensayo: "Somos los que hemos estado esperando".

### Womanism
En su lucha feminista, Walker destacó por la defensa de las mujeres negras. En 1983 acuñó el término Womanism (mujerista) en su colección En busca de los jardines de nuestras madres, para referirse a "una feminista negra o feminista de color". El término se creó para unir a las mujeres negras y al movimiento feminista en "la intersección de raza, clase y opresión de género". Walker afirma que, "'Womanism' nos da una palabra propia"porque es un discurso de las mujeres negras y los problemas que enfrentan en la sociedad. Womanism como movimiento se hizo realidad en 1985 en la Academia Estadounidense de Religión y la Society of Biblical Literature para abordar las preocupaciones de las mujeres negras desde sus propias perspectivas intelectuales, físicas y espirituales".

### Pacifismo
Walker ha sido patrocinadora desde hace mucho tiempo de la Liga Internacional de Mujeres por la Paz y la Libertad. A principios de 2015, escribió: "Así que pienso en cualquier movimiento por la paz y la justicia como algo que trata de estabilizar nuestro espíritu interior para que podamos continuar y traer al mundo una visión que es mucho más humana que la que actualmente domina hoy".
Walker es una figura muy respetada en la comunidad política liberal por su apoyo a las visiones impopulares e inconvencionales como principio personal. Se reconoce abiertamente bisexual y apoya los derechos de las personas en cuanto a diversidad sexual, étnica o racial.
Se ha involucrado en causas como la ambiental, la feminista, la de los derechos de los animales, contra el bloqueo a Cuba y contra la mutilación genital femenina.

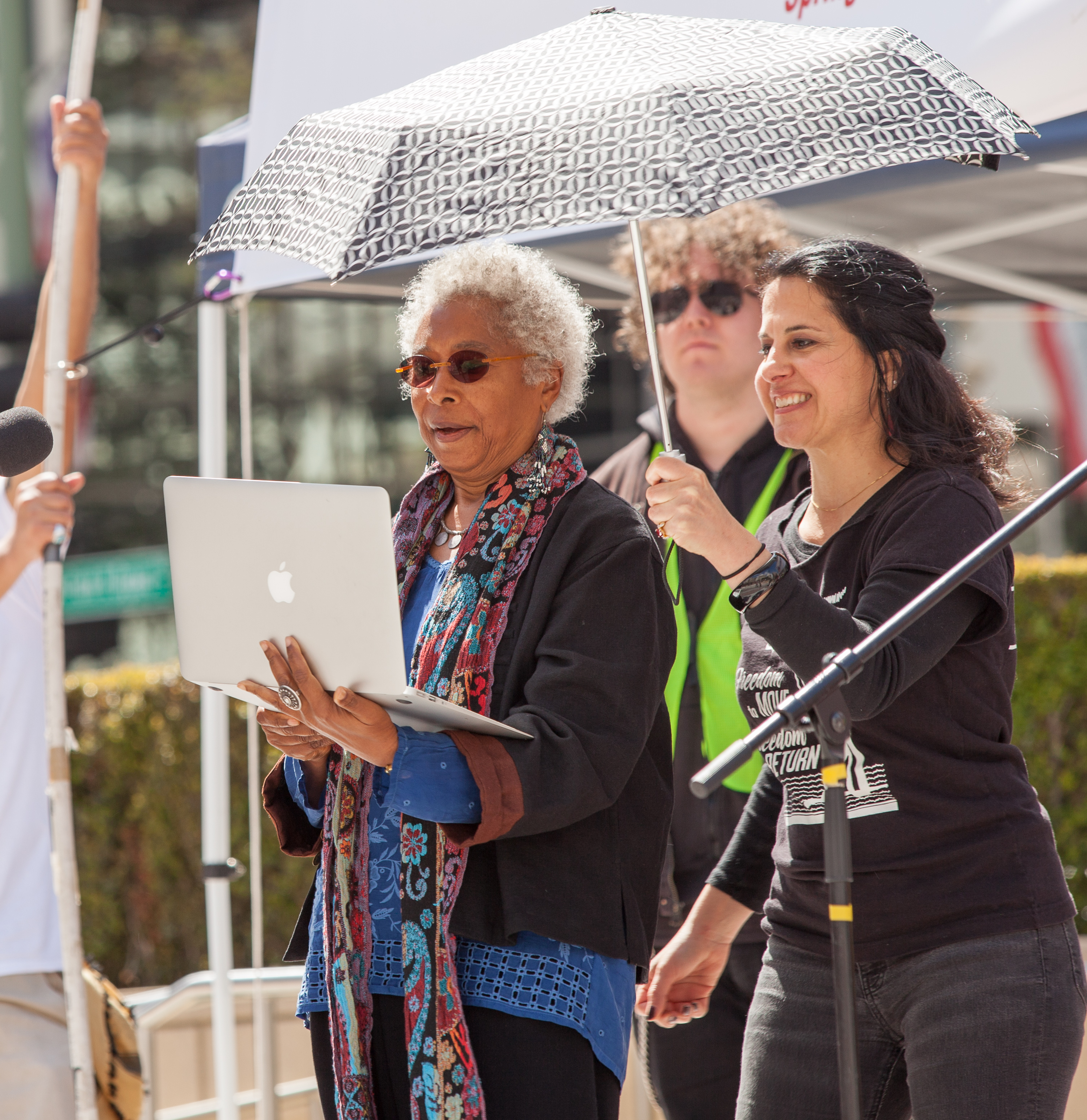
Alice Walker habla en 2018 en el "End the Wars at Home and Abroad" Spring Action en Oakland, California.

### Conflicto israelí-palestino
En enero de 2009, Walker fue una de los más de cincuenta firmantes de una carta en la que se protestaba contra el "City to City" del Festival Internacional de Cine de Toronto, que se centraba en los cineastas israelíes, y se condenaba a Israel como un "régimen apartheid".
Dos meses después, Walker y otras sesenta mujeres activistas del grupo antibélico Code Pink viajaron a la ciudad de Gaza en respuesta a la Guerra de Gaza de 2008-09. Su objetivo era entregar ayuda, reunirse con ONG y residentes y persuadir a Israel y Egipto para que abrieran sus fronteras con Gaza. Tenía previsto visitar Gaza de nuevo en diciembre de 2009 para participar en la Marcha por la Libertad de Gaza.
El 23 de junio de 2011, anunció sus planes de participar en una flotilla de barcos de ayuda a Gaza que intentaba romper el bloqueo naval de Israel. Su participación en la flotilla de Gaza de 2011 provocó un artículo de opinión, titulado "La intolerancia de Alice Walker", escrito por el profesor de derecho estadounidense Alan Dershowitz en The Jerusalem Post. Dershowitz dijo que, al participar en la flotilla para eludir el bloqueo, estaba "proporcionando apoyo material al terrorismo".
Walker es un juez miembro del Tribunal Russell sobre Palestina. Apoya la campaña de Boicot, Desinversión y Sanciones contra Israel. En 2012, Walker se negó a autorizar una traducción al hebreo de su libro El color púrpura, criticando lo que ella llama el "apartheid estatal de Israel".
En mayo de 2013, publicó una carta abierta a la cantante Alicia Keys, pidiéndole que cancelara un concierto previsto en Tel Aviv. "Creo que somos mutuamente respetuosas con la trayectoria y el trabajo de la otra", escribió Walker. "Me apenaría saber que te estás poniendo en peligro (peligro del alma) actuando en un país apartheid que está siendo boicoteado por muchos artistas con conciencia global". Keys rechazó la petición.

### Apoyo a Chelsea Manning y Julian Assange
En junio de 2013, Walker y otros aparecieron en un vídeo que mostraba su apoyo a Chelsea Manning, un soldado estadounidense encarcelado por divulgar información clasificada. En los últimos años, se ha pronunciado repetidamente en apoyo de Julian Assange.